# آناستازیا کیف
آناستازیا یاروسلاوونا (روسی: Анастасия Ярославна ; اوکراینی: Анастасія Ярославна ; ح. 1023 - 1074/1094) ملکه مجارستان از طریق ازدواج با آندراش یکم بود. کوچکترین دختر دوک بزرگ کیف یاروسلاو خردمند و همسر دومش اینگیگردا بود که در حدود ۱۰۴۶ در زمان پادشاه اندرو اول مجارستان زاده شد. ازدواج آناستازیا یاروسلاوونا با اندی احتمالاً در حدود سال ۱۰۴۶ اتفاق افتاد، زمانی که او تاج و تخت مجارستان را با کمک روسیه به دست گرفت. منابع قرن یازدهم همسر آندراس را به نام نمی‌خوانند، این برای اولین بار در مورخ لهستانی قرن پانزدهم یان دلوگوس ظاهر می‌شود. ازدواج آناستازیا یاروسلاوونا با آندراس اول یکی از اقدامات سیاست زناشویی اروپایی یاروسلاو بود. آناستازیا یاروسلاوونا یک دختر به نام آدلاید و دو پسر به نام شالامون و دانیل داشت. در سال ۱۰۶۱ با فرار از دست شاه بلا اول، آناستازیا به همراه پسرش سلیمان و همسرش جودیت که خواهر امپراتور آلمان هنری چهارم بود، مدتی به آلمان نقل مکان کردند. شالامون بعداً پادشاه مجارستان شد.
آناستازیا از حامیان تأسیس صومعه‌های ارتدکس در مجارستان بود؛ بنابراین، تعجب آور نیست که برخی از مورخان معتقدند که او در تأسیس چنین صومعه ای در تپه چرنچا (جورجین) در ترانس کارپاتیا مشارکت داشته‌است. در آن زمان قبلاً سکونتگاهی از راهبان صومعه کیف-پچرسک وجود داشت که ظاهراً پس از ملکه به اینجا آمده بودند. بعدها در سالهای ۱۲۴۰–۱۲۴۱ در جریان حمله مغول، این شهرک ویران شد.

## زندگی
آناستازیا دختر شاهزاده بزرگ یاروسلاو اول حکیم کیف و اینگیگرد سوئد و خواهر بزرگتر ملکه فرانسوی آنه کیف بود. در حدود سال ۱۰۳۸ آناستازیا با دوک اندرو مجارستان ازدواج کرد،  که پس از شرکت پدرش وازول در یک سوء قصد ناموفق با هدف ترور استفان اول پادشاه مجارستان، در کیف ساکن شده بود. در سال ۱۰۴۶، شوهرش به مجارستان بازگشت و پس از شکست دادن پادشاه پیتر اورسئولو، بر تخت پادشاهی نشست. آناستازیا به دنبال شوهرش به پادشاهی رفت. احتمالاً این او بود که شوهرش را متقاعد کرد که یک لاورا در تیهانی برای گوشه نشینانی که از روس کیف به مجارستان آمده بودند راه اندازی کند.
این زوج سلطنتی تا سال ۱۰۵۳ پسری نداشتند، زمانی که ملکه آناستازیا شالامون را به دنیا آورد. با این حال، تولد شالامون و بعداً تاجگذاری باعث درگیری شدید بین پادشاه اندرو اول و برادر کوچکترش دوک بلا شد که در ردیف بعدی تاج و تخت بود. هنگامی که دوک بلا در سال ۱۰۶۰ به شورش آشکار علیه پادشاه اندرو برخاست، پادشاه همسر و فرزندان خود را به دربار آدالبرت، مارگرو اتریش فرستاد. پادشاه اندرو شکست خورد و اندکی پس از آن درگذشت و برادرش در ۶ دسامبر ۱۰۶۰ تاجگذاری کرد.
آناستازیا از هنری چهارم پادشاه آلمان که خواهرش جودیت در سال ۱۰۵۸ با شالامون نامزد کرده بود، کمک گرفت. زمانی که نیروهای آلمانی برای کمک به شالامون وارد مجارستان شدند، پادشاه بلا اول مرده بود (در ۱۱ سپتامبر ۱۰۶۳) و پسرانش، گزا، لادیسلائوس و لامپرت به لهستان گریختند.
شالامون جوان در ۲۷ سپتامبر ۱۰۶۳ تاجگذاری کرد. به مناسبت تاجگذاری پسرش، آناستازیا شمشیر آتیلا هون را به دوک اتو از بایرن، که رهبر نیروهای آلمانی بود، تقدیم کرد. بین سالهای ۱۰۶۰ و ۱۰۷۳، پادشاه شالامون با همکاری پسرعموهایش، دوک گزا، لادیسلائوس و لامپرت، که به مجارستان بازگشته و حکومت او را پذیرفته بودند، بر پادشاهی خود حکومت کرد. اما در سال ۱۰۷۴ علیه او شورش کردند و در ۱۴ مارس ۱۰۷۴ او را شکست دادند. پادشاه شالامون به مرزهای غربی مجارستان گریخت و در آنجا توانست حکومت خود را فقط بر مناطق موسون و پوزسونی حفظ کند.
آناستازیا به دنبال شالامون رفته بود، اما آنها شروع به مشاجره با یکدیگر کردند؛ بنابراین او به ادمونت ابی نقل مکان کرد و تا زمان مرگش به عنوان راهبه زندگی کرد. او در ابی به خاک سپرده شد.

## ازدواج و فرزندان
ج ۱۰۳۹: اندرو اول پادشاه مجارستان (حدود ۱۰۱۵ - قبل از ۶ دسامبر ۱۰۶۰)
- آدلاید (حدود ۱۰۴۰–۲۷ ژانویه ۱۰۶۲)، همسر وراتیسلاوس دوم پادشاه بوهمیا
- شالامون پادشاه مجارستان (۱۰۵۳–۱۰۸۷) [۱]
- دیوید مجارستان (پس از ۱۰۵۳ - پس از ۱۰۹۴) [۱]